# اورمان (شهرستان ایگلینسکی، باشقیرستان)
اورمان (انگلیسی: Urman, Iglinsky District, Republic of Bashkortostan) یک شهرک در شهرستان ایگلینسکی استان باشقیرستان کشور روسیه است.